# Epipleoneura westfalli
Epipleoneura westfalli là loài chuồn chuồn trong họ Protoneuridae. Loài này được Machado mô tả khoa học đầu tiên năm 1986.